# Kanton Vire
Kanton Vire (fr. Canton de Vire) je francouzský kanton v departementu Calvados v regionu Normandie. Při reformě kantonů v roce 2014 byl utvořen z 26 obcí, do té doby sestával 8 obcí. V květnu 2016 ho tvořilo 19 obcí (vzhledem k procesu slučování některých obcí).

## Obce kantonu (v květnu 2016)
- Beaumesnil
- Campagnolles
- Champ-du-Boult
- Courson
- Fontenermont
- Le Gast
- Landelles-et-Coupigny
- Le Mesnil-Benoist
- Le Mesnil-Caussois
- Mesnil-Clinchamps
- Le Mesnil-Robert
- Pont-Bellanger
- Pont-Farcy
- Saint-Aubin-des-Bois
- Saint-Manvieu-Bocage
- Saint-Sever-Calvados
- Sainte-Marie-Outre-l'Eau
- Sept-Frères
- Vire-Normandie [p 1]